# Nieulle-sur-Seudre
Nieulle-sur-Seudre är en kommun i departementet Charente-Maritime i regionen Nouvelle-Aquitaine i västra Frankrike. Kommunen ligger  i kantonen Marennes som ligger i arrondissementet Rochefort. År 2022 hade Nieulle-sur-Seudre 1 224 invånare.

## Befolkningsutveckling
Antalet invånare i kommunen Nieulle-sur-Seudre
Referens:INSEE